# Danh sách đĩa nhạc của Azealia Banks
Rapper người Mỹ Azealia Banks đã phát hành một album phòng thu, hai đĩa mở rộng (EP), ba mixtape, mười tám đĩa đơn (gồm sáu đĩa đơn hợp tác) và mười hai đĩa đơn quảng bá. Năm mười bảy tuổi vào tháng 11 năm 2008, Banks lấy nghệ danh Miss Bank$ và ký hợp đồng với hãng thu âm XL. Tuy nhiên, cô ấy đã nhanh chóng kết thúc hợp đồng vì hai bên không đồng quan điểm. Trong năm 2009, Banks đã phát hành vài bài hát cho phép tải miễn phí trên internet, bao gồm "Gimme a Chance" và "Seventeen". Sau khi rời khỏi hãng thu âm XL, Banks bỏ nghệ danh cũ, lấy tên thật hợp pháp của cô ấy làm nghệ danh, Azealia Banks.
Trong tháng 9 năm 2011, Banks tự phát hành đĩa đơn đầu tay "212" của cô ấy, nó đã vào được bảng xếp hạng âm nhạc của một vài nước gồm Úc, Ireland và Vương quốc Anh. Đĩa đơn đã được chứng nhận Bạch kim bởi Công nghiệp thu âm Anh. Trong năm 2012, Banks đã ký thỏa thuận thu âm với Interscope và Polydor để thu âm album đầu tay của cô ấy. Trong lúc ấy, Banks đã ra mắt đĩa mở rộng đầu tay của cô ấy, có tên là 1991, nó đã nhận được các nhận xét tốt từ các trang đánh giá. Nó đã được quảng bá rộng rãi hơn bằng việc phát hành đĩa đơn thứ hai "Liquorice". Tính đến tháng 11 năm 2014, đĩa mở rộng đã bán được 35,000 bản tại Hoa Kỳ.
Banks đã tự phát hành một mixtape miễn phí đầu tay có tên Fantasea vào tháng 7 năm 2012. Tháng 7 hai năm sau đó, Banks đã chấm dứt hợp đồng với Interscope và Polydor, quyết định ký thỏa thuận mới với Prospect Park. Tháng 11 năm 2014, album đầu tay của cô ấy Broke with Expensive Taste đã chính thức ra mắt sau nhiều lần trì hoãn. Album đã nhận được các phản hồi tích cực từ các trang đánh giá và đạt đến hạng 30 của bảng xếp hạng Billboard 200 tại Hoa Kỳ. Ba đĩa đơn đã ra mắt trước khi ra album bao gồm "Yung Rapunxel", "Heavy Metal and Reflective" và "Chasing Time". Tháng 3 năm 2015, đĩa đơn thứ tư của album, "Ice Princess", được ra mắt.
Tháng 3 năm 2016, Banks đã ra mắt mixtape thứ hai, Slay-Z, nó bao gồm những khách mời như Nina Sky và Rick Ross. Đĩa đơn mở đường của mixtape, "The Big Big Beat" đã được ra mắt trong tháng 2 cùng năm. Khi mixtape được tái phát hành để thương mại hóa, đĩa đơn quảng bá "Crown" đã ra mắt, với vai trò là bài hát bổ sung từ mixtape.
Khoảng cuối năm 2019, Banks đã tạm ra mắt mixtape thứ 3 của cô ấy, Yung Rapunxel Pt. II trên SoundCloud. Tiêu đề mixtape được tham khảo từ đĩa đơn của Banks trong năm 2013 Yung Rapunxel. Mixtape đã được ra mắt như một bài hát dài 30 phút không ngắt quãng có chứa 11 bài hát trong mixtape cho đến khi nó được gỡ xuống.
Banks hiện đang làm việc với 2 dự án âm nhạc rất được mong đợi, cả 2 đều đã bị dời ngày phát hành tạm thời và nhiều lần. Dự án thứ nhất là phần tiếp theo của mixtape ra hồi 2012, được đặt tên là Fantasea II: The Second Wave cái còn lại có tên Business & Pleasure. Fantasea II: The Second Wave có chứa các bài hát đã được ra mắt làm đĩa đơn trước đó như "Anna Wintour" và "Treasure Island", cả hai đuọc phát hành trong năm 2018 thông qua hãng đĩa cũ gần đây nhất của cô ấy, eOne Music. Album có những bài hát ra mắt trước dưới dạng đĩa đơn quảng bá như "Count Contessa", đã được tính ra mắt trong 2013, "Escapades" (2017) và "Movin' On Up (Coco's Song, Love Beats Rhymes)" (2018). Tương tự, Business & Pleasure, một dự án được định hướng là một album rap, cũng có một số đĩa đơn đã ra mắt trước đó như "Black Madonna" (2020) có sự góp mặt của nhà sản xuất Lex Luger cũng như các đĩa đơn quảng bá gồm "Pyrex Princess" (2019) và "Mamma Mia" (2020). Cả 2 album sẽ được phát hành thông qua hãng đĩa tự lập của Banks, "Chaos & Glory Recordings".

## Album phòng thu
| Tên                        | Thông tin chi tiết                                                                                 | Vị trí xếp hạng cao nhất | Vị trí xếp hạng cao nhất | Vị trí xếp hạng cao nhất | Vị trí xếp hạng cao nhất | Vị trí xếp hạng cao nhất | Vị trí xếp hạng cao nhất | Vị trí xếp hạng cao nhất | Vị trí xếp hạng cao nhất | Vị trí xếp hạng cao nhất | Vị trí xếp hạng cao nhất | Doanh số                  |
| Tên                        | Thông tin chi tiết                                                                                 | Mỹ                       | Mỹ Indie                 | Mỹ R&B                   | Mỹ Rap                   | Anh                      | Anh R&B                  | IRE                      | SCO                      | Úc                       | Úc Urban                 | Doanh số                  |
| -------------------------- | -------------------------------------------------------------------------------------------------- | ------------------------ | ------------------------ | ------------------------ | ------------------------ | ------------------------ | ------------------------ | ------------------------ | ------------------------ | ------------------------ | ------------------------ | ------------------------- |
| Broke with Expensive Taste | - Phát hành: 6 tháng 11, 2014 - Hãng: Prospect Park - Định dạng: CD, tải nhạc, streaming, đĩa than | 30                       | 2                        | 3                        | 2                        | 62                       | 6                        | 79                       | 58                       | 49                       | 2                        | - Mỹ: 31,000 - Anh: 1,751 |

## Đĩa mở rộng
| Tên               | Thông tin chi tiết                                                                                       | Vị trí xếp hạng cao nhất | Vị trí xếp hạng cao nhất | Vị trí xếp hạng cao nhất | Vị trí xếp hạng cao nhất | Vị trí xếp hạng cao nhất | Vị trí xếp hạng cao nhất | Vị trí xếp hạng cao nhất | Vị trí xếp hạng cao nhất | Vị trí xếp hạng cao nhất | Vị trí xếp hạng cao nhất | Doanh số     | Chứng nhận   |
| Tên               | Thông tin chi tiết                                                                                       | Mỹ                       | Mỹ Heat                  | Mỹ R&B                   | Mỹ Rap                   | Anh                      | Anh R&B                  | IRE                      | SCO                      | Úc                       | Úc Urb.                  | Doanh số     | Chứng nhận   |
| ----------------- | --- | ------------------------ | ------------------------ | ------------------------ | ------------------------ | ------------------------ | ------------------------ | ------------------------ | ------------------------ | ------------------------ | ------------------------ | ------------ | ------------ |
| 1991              | - Phát hành: 28 tháng 5, 2012 - Hãng: Interscope, Polydor - Định dạng: CD, tải nhạc, streaming, đĩa than | 133                      | 1                        | 17                       | 12                       | 79                       | 19                       | 97                       | 96                       | 63                       | 10                       | - Mỹ: 35,000 | - ARIA: Vàng |
| Icy Colors Change | - Phát hành: 20 tháng 12, 2018 - Hãng: eOne Music - Định dạng: CD, tải nhạc, streaming, đĩa than         | —                        | —                        | —                        | —                        | —                        | —                        | —                        | —                        | —                        | —                        |              |              |

## Mixtape
| Tên                   | Thômg tin chi tiết                                                                       |
| --------------------- | ---------------------------------------------------------------------------------------- |
| Fantasea              | - Phát hành: 11 tháng 7, 2012 - Hãng: Phát hành độc lập - Định dạng: Tải nhạc, streaming |
| Slay-Z                | - Phát hành: 24 tháng 3, 2016 - Hãng: Phát hành độc lập - Định dạng: Tải nhạc, streaming |
| Yung Rapunxel: Pt. II | - Phát hành: 11 tháng 9, 2019 - Hãng: Chaos & Glory Recordings - Định dạng: Streaming    |

## Đĩa đơn

### Với tư cách hát chính
| Tên                                                                  | Năm  | Vị trí cao nhất trên bảng xếp hạng | Vị trí cao nhất trên bảng xếp hạng | Vị trí cao nhất trên bảng xếp hạng | Vị trí cao nhất trên bảng xếp hạng | Vị trí cao nhất trên bảng xếp hạng | Vị trí cao nhất trên bảng xếp hạng | Vị trí cao nhất trên bảng xếp hạng | Vị trí cao nhất trên bảng xếp hạng | Vị trí cao nhất trên bảng xếp hạng | Vị trí cao nhất trên bảng xếp hạng | Chứng nhận      | Album                        |
| Tên                                                                  | Năm  | Mỹ Dance                           | Mỹ Elec.                           | Anh                                | Anh R&B                            | Bỉ (FL)                            | HL                                 | IRE                                | Nhật                               | Úc                                 | Úc Urb.                            | Chứng nhận      | Album                        |
| -------------------------------------------------------------------- | ---- | ---------------------------------- | ---------------------------------- | ---------------------------------- | ---------------------------------- | ---------------------------------- | ---------------------------------- | ---------------------------------- | ---------------------------------- | ---------------------------------- | ---------------------------------- | --------------- | ---------------------------- |
| "212" (hợp tác với Lazy Jay)                                         | 2011 | —                                  | —                                  | 12                                 | 3                                  | 17                                 | 14                                 | 7                                  | —                                  | 68                                 | 20                                 | - BPI: Platinum | 1991                         |
| "Liquorice"                                                          | 2012 | —                                  | —                                  | —                                  | —                                  | —                                  | —                                  | —                                  | —                                  | —                                  | —                                  |                 | 1991                         |
| "Yung Rapunxel"                                                      | 2013 | —                                  | —                                  | 152                                | 30                                 | —                                  | —                                  | —                                  | —                                  | —                                  | 25                                 |                 | Broke with Expensive Taste   |
| "Heavy Metal and Reflective"                                         | 2014 | —                                  | —                                  | —                                  | —                                  | —                                  | —                                  | —                                  | —                                  | —                                  | —                                  |                 | Broke with Expensive Taste   |
| "Chasing Time"                                                       | 2014 | 12                                 | —                                  | —                                  | —                                  | —                                  | —                                  | —                                  | 48                                 | —                                  | —                                  |                 | Broke with Expensive Taste   |
| "Ice Princess"                                                       | 2015 | —                                  | —                                  | —                                  | —                                  | —                                  | —                                  | —                                  | —                                  | —                                  | —                                  |                 | Broke with Expensive Taste   |
| "The Big Big Beat"                                                   | 2016 | —                                  | —                                  | —                                  | —                                  | —                                  | —                                  | —                                  | —                                  | —                                  | —                                  |                 | Slay-Z                       |
| "Chi Chi"                                                            | 2017 | —                                  | —                                  | —                                  | —                                  | —                                  | —                                  | —                                  | —                                  | —                                  | —                                  |                 | Đĩa đơn không thuộc album    |
| "Anna Wintour"                                                       | 2018 | —                                  | 6                                  | —                                  | —                                  | —                                  | —                                  | —                                  | —                                  | —                                  | —                                  |                 | Fantasea II: The Second Wave |
| "Treasure Island"                                                    | 2018 | —                                  | —                                  | —                                  | —                                  | —                                  | —                                  | —                                  | —                                  | —                                  | —                                  |                 | Fantasea II: The Second Wave |
| "Black Madonna" (hợp tác với Lex Luger)                              | 2020 | —                                  | —                                  | —                                  | —                                  | —                                  | —                                  | —                                  | —                                  | —                                  | —                                  |                 | Business & Pleasure          |
| "Six Flags" (hợp tác với Slim Dollars)                               | 2021 | —                                  | —                                  | —                                  | —                                  | —                                  | —                                  | —                                  | —                                  | —                                  | —                                  |                 | Business & Pleasure          |
| "—" đĩa đơn không lọt vào bảng xếp hạng hoặc không phát hành tại đó. |      |                                    |                                    |                                    |                                    |                                    |                                    |                                    |                                    |                                    |                                    |                 |                              |

### Với tư cách hợp tác
| Tên                                                                                            | Năm  | Album                     |
| ---------------------------------------------------------------------------------------------- | ---- | ------------------------- |
| "Control It" (Shystie hợp tác với Azealia Banks)                                               | 2012 | Gold Dust: Vol. 2         |
| "II. Earth: The Oldest Computer (The Last Night)" (Childish Gambino hợp tác với Azealia Banks) | 2013 | Because the Internet      |
| "Blown Away" (GypjaQ hợp tác với Azealia Banks)                                                | 2015 | Đĩa đơn không thuộc album |
| "I'm That..." (Remix) (R. City hợp tác với Beenie Man và Azealia Banks)                        | 2015 | Đĩa đơn không thuộc album |
| "Trap Queen" (Remix) (Fetty Wap hợp tác với Quavo, Gucci Mane và Azealia Banks)                | 2015 | Đĩa đơn không thuộc album |
| "Wut U Do" (Newbody hợp tác với Azealia Banks)                                                 | 2019 | Corporate Rave            |
| "Hypnotic" (Paul Oakenfold hợp tác với Azealia Banks)                                          | 2021 | Đĩa đơn không thuộc album |

### Đĩa đơn quảng bá
| Tên                                             | Năm  | Vị trí cao nhất trên bảng xếp hạng | Vị trí cao nhất trên bảng xếp hạng | Vị trí cao nhất trên bảng xếp hạng | Vị trí cao nhất trên bảng xếp hạng | Album                        |
| Tên                                             | Năm  | Anh                                | Anh R&B                            | Bỉ (FL) Tip                        | Bỉ (FL) Urb.                       | Album                        |
| ----------------------------------------------- | ---- | ---------------------------------- | ---------------------------------- | ---------------------------------- | ---------------------------------- | ---------------------------- |
| "BBD"                                           | 2013 | —                                  | —                                  | —                                  | —                                  | Broke with Expensive Taste   |
| "ATM Jam" (hợp tác với Pharrell)                | 2013 | 169                                | 39                                 | 55                                 | 37                                 | Đĩa đơn không thuộc album    |
| "Crown"                                         | 2017 | —                                  | —                                  | —                                  | —                                  | Slay-Z                       |
| "Escapades"                                     | 2017 | —                                  | —                                  | —                                  | —                                  | Fantasea II: The Second Wave |
| "Movin' On Up (Coco's Song, Love Beats Rhymes)" | 2018 | —                                  | —                                  | —                                  | —                                  | Fantasea II: The Second Wave |
| "Playhouse"                                     | 2019 | —                                  | —                                  | —                                  | —                                  | Fantasea II: The Second Wave |
| "Count Contessa"                                | 2019 | —                                  | —                                  | —                                  | —                                  | Fantasea II: The Second Wave |
| "Pyrex Princess"                                | 2019 | —                                  | —                                  | —                                  | —                                  | Business & Pleasure          |
| "Slow Hands"                                    | 2020 | —                                  | —                                  | —                                  | —                                  | Đĩa đơn không thuộc album    |
| "Salchichón" (hợp tác với Onyx)                 | 2020 | —                                  | —                                  | —                                  | —                                  | Đĩa đơn không thuộc album    |
| "Mamma Mia"                                     | 2020 | —                                  | —                                  | —                                  | —                                  | Business & Pleasure          |
| "Nirvana"                                       | 2021 | —                                  | —                                  | —                                  | —                                  | Business & Pleasure          |